# Sparkasse Erlangen Höchstadt Herzogenaurach
Die Stadt- und Kreissparkasse Erlangen Höchstadt Herzogenaurach ist ein öffentlich-rechtliches Kreditinstitut mit Sitz in Erlangen in Bayern. Ihr Geschäftsgebiet erstreckt sich auf die Stadt Erlangen und den Landkreis Erlangen-Höchstadt.

## Organisationsstruktur
Die Stadt- und Kreissparkasse Erlangen ist eine Anstalt des öffentlichen Rechts. Rechtsgrundlagen sind das Sparkassengesetz, die bayerische Sparkassenordnung und die durch den Träger der Sparkasse erlassene Satzung. Organe der Sparkasse sind der Vorstand und der Verwaltungsrat. Träger der Sparkasse ist ein Zweckverband, dessen Mitglieder die Stadt Erlangen, der Landkreis Erlangen-Höchstadt und die Stadt Herzogenaurach sind.

## Geschäftsausrichtung
Die Stadt- und Kreissparkasse Erlangen Höchstadt Herzogenaurach betreibt als Sparkasse das Universalbankgeschäft.

## Gesellschaftliches Engagement
Als Anstalt des öffentlichen Rechts ist die Sparkasse sehr gemeinwohlorientiert. Ihr Geschäft ist gewinnorientiert, nicht gewinnmaximierend. Ein Teil der Erträge fließen in Form von Spenden und Sponsorings zurück in die Region. Zusätzlich bietet die Sparkasse ein Spendenportal in Kooperation mit WirWunder an.
Die Stiftung Bildung, Natur und Umwelt der Sparkasse Erlangen sowie die Stiftung der Kreissparkasse Höchstadt a. d. Aisch gehören ebenfalls zur Stadt- und Kreissparkasse Erlangen Höchstadt Herzogenaurach und unterstützen regelmäßig Projekte in der Region.

## Nachhaltigkeit
Die Stadt- und Kreissparkasse Erlangen Höchstadt Herzogenaurach legt vermehrt den Fokus auf eine nachhaltige Entwicklung. Die Sparkasse hat gemeinsam mit vielen anderen Instituten der Sparkassen-Finanzgruppe eine Selbstverpflichtung für klimafreundliches und nachhaltiges Wirtschaften unterzeichnet. Sie setzt sich in ihrem Geschäftsgebiet für die Erreichung der Ziele des Pariser Klimaabkommens und der 17 Nachhaltigkeitsziele der Vereinten Nationen ein.
Nachhaltige Maßnahmen der Sparkasse sind:
- Erweiterung des Spektrums an nachhaltigen Anlageprodukten
- Pflanzen von Klimawäldern in Kooperation mit der Waldbesitzervereinigung (WBV) und dem Amt für Ernährung, Landwirtschaft und Forsten Fürth-Uffenheim (AELF)
- Nutzung von Elektro-Fahrzeugen im Fuhrpark
- Förderung von Job-Fahrrädern und ÖPNV für ihre Mitarbeiter
- Nutzung von 100 % Ökostrom
- stetige Reduktion von CO2-Ausstoß
- Spenden und Sponsorings
- Angebot eines Klimakredites zur Finanzierung energetischer Maßnahmen
- schrittweise technische und energetische Gebäudesanierungen
- Einführung eines UmWeltspartages zur Förderung nachhaltiger Projekte in der Region
- jährliche Weihnachtsspendenaktion

Seit 2022 ist die Stadt- und Kreissparkasse Erlangen Höchstadt Herzogenaurach klimaneutral.

## Ausbildung und Karriere
Die Stadt- und Kreissparkasse Erlangen Höchstadt Herzogenaurach bietet folgende Ausbildungen an:
- Ausbildung zum Bankkaufmann (m/w/d)
- Ausbildung zum Immobilienkaufmann (m/w/d)
- Kaufmann für Digitalisierungsmanagement (m/w/d)
- Kaufmann für Dialogmarketing (m/w/d)
- Duales Studium zum Bachelor of Arts BWL (Bank) in Kooperation mit der DHBW Mosbach

Darüber hinaus bietet sie zahlreiche interne Weiterbildungen sowie Entwicklungsgänge an.

## Sparkassen-Finanzgruppe
Die Stadt- und Kreissparkasse Erlangen Höchstadt Herzogenaurach ist Teil der Sparkassen-Finanzgruppe. Sie vertreibt daher Bausparverträge der LBS, offene Investmentfonds der Deka und vermittelt Versicherungen der Versicherungskammer Bayern. Darüber hinaus kooperiert sie mit der Deutsche Leasing AG sowie der Solit-Gruppe im Bereich Edelmetalldepots. Die Funktion der Sparkassenzentralbank nimmt die Bayerische Landesbank wahr.

## Fusion
Am 1. Juli 2017 haben sich die Kreissparkasse Höchstadt und die Stadt- und Kreissparkasse Erlangen zur Stadt- und Kreissparkasse Erlangen Höchstadt Herzogenaurach vereinigt.